# Bataille de Canyon Creek
Guerre des Nez-Percés
Batailles
Guerre des Nez-Percés :
- White Bird Canyon
- Camp de Looking Glass
- Cottonwood
- Clearwater
- Fort Fizzle
- Big Hole
- Camas Meadows
- Yellowstone (en)
- Canyon Creek
- Cow Creek (en)
- Bear Paw

La bataille de Canyon Creek est un affrontement de la guerre des Nez-Percés qui eut lieu le 13 septembre 1877 et qui opposa un groupe de Nez-Percés menés par Chef Joseph et Looking Glass au 7e régiment de cavalerie des États-Unis sous le commandement du colonel Samuel Davis Sturgis.
Surpris par l'arrivée des troupes américaines, les Nez-Percés ont déployé une arrière-garde qui parvint à stopper momentanément l'avancée de la cavalerie, permettant au reste du groupe de s'échapper.